# Xã Porter, Quận Van Buren, Michigan
Xã Porter (tiếng Anh: Porter Township) là một xã thuộc quận Van Buren, tiểu bang Michigan, Hoa Kỳ. Năm 2010, dân số của xã này là 2.466 người.